# 刘庄 (扬州)
刘庄位于扬州市广陵区东关街道广陵路272、274、276号。现为扬州市文物保护单位，由广陵区公安分局使用。

## 历史
刘庄前身是“陇西后圃”，为咸丰兵燹之后，同治或光绪初年，镇江府丹徒县人李文勋（字竹铭，号石夫，1823-1898）流寓扬州所建宅园。为晚清扬州名园之一。
民国十一年（1922年），浙江湖州南浔镇富豪刘镛的第四子刘安溥（字和盏，号湖涵，立堂号景德，1891-1974）购买。修葺后改名刘庄，临街曾开设“怡大钱庄”。
刘庄占地6160平方米，南北长130多米，东西宽50多米。房屋有150多间，南部为住宅，横向四路并列，纵向有四、五进。保存有楠木厅。北部为花园“余园半亩”，有楼阁、假山、水池。后院荒芜，院墙上尚残存明王秉錞刻《泼墨斋法帖》石刻数方。
1949年以后，该建筑曾用做多种用途，包括左卫街派出所、供销合作社、商业局、邗江县委等。